# Diplacus mohavensis
Diplacus mohavensis är en gyckelblomsväxtart som först beskrevs av John Gill Lemmon, och fick sitt nu gällande namn av Guy L. Nesom. Diplacus mohavensis ingår i släktet Diplacus och familjen gyckelblomsväxter. Inga underarter finns listade i Catalogue of Life.